# Jean-Yves Pouilloux
Vous pouvez aider à l'améliorer ou bien discuter des problèmes sur sa page de discussion.
- Cet article biographique nécessite des références supplémentaires pour assurer sa vérifiabilité. (Marqué depuis mars 2021)
- Sa forme n’est pas encyclopédique et ressemble trop à un curriculum vitæ. Modifiez le texte pour aider à le transformer en article neutre. (Marqué depuis mars 2021)

- Archive Wikiwix
- Bing
- Cairn
- DuckDuckGo
- E. Universalis
- Gallica
- Google
- G. Books
- G. News
- G. Scholar
- Persée
- Qwant
- (zh) Baidu
- (ru) Yandex
- (wd) trouver des œuvres sur Wikidata

Jean-Yves Pouilloux est un écrivain, chercheur et professeur de lettres français, spécialiste des littératures de la Renaissance et du XXe siècle, né le 13 septembre 1941 à Moncoutant (Deux-Sèvres), et mort à Paris (Île-de-France) le 27 novembre 2018. Son activité d’enseignant est intimement liée à l'université Paris-VII, puis à l'université de Pau et des Pays et de l'Adour (UPPA).

### Ouvrages personnels
- Lire les « Essais » de Montaigne, Paris, François Maspéro, 1969.
- Montaigne. Que sais-je ?, Paris, Gallimard, « Découvertes », 1987.
- « Les Fleurs Bleues » de Raymond Queneau, Paris, Gallimard, « Foliothèque », 1991.
- « Fictions » de Jorge Luis Borges, Paris, Gallimard, « Foliothèque », 1992.
- Rabelais : « rire est le propre de l’homme », Paris, Gallimard, « Découvertes », 1993.
- Montaigne : l’éveil de la pensée, Paris, Honoré Champion, 1995.
- Montaigne, une vérité singulière , Paris, Gallimard, « L’infini », 2012.
- L’art et la formule, Paris, Gallimard, « L’Infini », 2016.

### Éditions
- François Rabelais, La vie très horrificque du grand Gargantua, chronologie et avant-propos de V.-L. Saulnier, introduction et lexique par Jean-Yves Pouilloux, Paris, Garnier-Flammarion, 1968.
- François Rabelais, Pantagruel, roy des Dipsodes restitué à son naturel avec ses faictz et prouesses espoventables, chrononologie et avant-propos de V.-L. Saulnier, introduction et lexique par Jean-Yves Pouilloux, Paris, Garnier-Flammarion, 1969.
- François Rabelais, Le Tiers Livre des faicts et dicts héroïques du bon Pantagruel, chronologie de V.-L. Saulnier, introduction et lexique par Jean-Yves Pouilloux, Paris, Garnier-Flammarion, 1970.
- François Rabelais, Le Quart Livre des faicts et dicts héroïques du bon Pantagruel, chronologie de V.-L. Saulnier, introduction et lexique par Jean-Yves Pouilloux, Paris, Garnier-Flammarion, 1971.

### Traductions
- David Leavitt, Quelques pas de danse en famille, nouvelles traduites de l’anglais (U.S.) par Jean-Yves Pouilloux, Paris, Denoël, 1986.
- Frances A. Yates, Astrée, le symbolisme impérial au XVIe siècle, traduit de l’anglais par Jean-Yves Pouilloux et Alain Huraut, Paris, Belin, 1989.
- Frances A. Yates, Les dernières pièces de Shakespeare, une approche nouvelle, traduit de l’anglais par Jean-Yves Pouilloux, Paris, Belin, 1993.
- Quentin Skinner, Les fondements de la pensée politique moderne, traduit de l’anglais par Jérôme Grossman et Jean-Yves Pouilloux, Paris, Albin Michel, 2001.

### Contributions universitaires
- Marie-Claire Dumas (dir.), La poésie de Philippe Jaccottet. Actes du colloque des 27-28 janvier 1985, Paris VII, Genève, Paris, Slatkine, Honoré Champion, 1986.
- Marcel Bénamou et Jean-Yves Pouilloux (dir.), W ou le souvenir d'enfance : une fiction (séminaire 1986-1987), Paris VII, « Cahiers Georges Pérec », 1988.
- Jean-Yves Pouilloux et Benoit Decron (dir.), Les visages de Denis Diderot, Journées Denis Diderot du 2-5 novembre 1994, Langres-Paris VII, 1994.
- Olivier Pot (dir.), Poétiques d’Aubigné : actes du colloque de Genève (mai 1996), Genève, Droz, 1999.
- Marie-Luce Demonet, Montaigne et la question de l’homme, études issues des conférences du Centre d’histoire de la philosophie moderne du CNRS, 4 mars 1998, Paris, PUF, « débats philosophiques », 1999.
- Christine Andreucci, Jean-Yves Pouilloux et Régis Salado, L’œuvre inachevée : actes du colloque de l’Université de Pau, 12,13,14 novembre 1998, PUP, 1999.
- Christiane Albert, Nadine Laporte et Jean-Yves Pouilloux, Autour de Nicolas Bouvier : résonances, journées d’études de l’UPPA (novembre 1999), Carouge-Genève, Zoé, 2002.
- Jean-Yves Pouilloux et Marie-Françoise Marein (dir.) , Les voix de l’éveil. Écritures et expérience spirituelle, Paris, L’Harmattan, 2009.
- Sandrine Bédouret-Larraburu et Jean-Yves Pouilloux (dir.), Jacques Ancet ou la voix traversée, Mont-de-Laval, L'Atelier du Grand Tetras, « Résonance générale - Essais pour la poétique », 2011.

### Préfaces
- Bernard Palissy, De l’art de terre, de son utilité, des esmaux et du feu, introduction de Jean-Yves Pouilloux, Caen, L’Échoppe, 1989.
- Jean Paulhan, L’expérience du proverbe, préface de Jean-Yves Pouilloux, Paris, L’échoppe, 1993.
- Raymond Queneau, Je naquis au Havre un 21 février 1903 : écrits sur la ville du Havre, avant-propos de Jean-Yves Pouilloux, Paris, Gallimard, 2003.
- Pierre Bonasse, L’attitude phénoménologique : notes sur la conversion et la non-dualité du regard, préface de Jean-Yves Pouilloux, Bastia, Éditions éoliennes, 2011.
- Alexandre Hollan, Je suis ce que je vois. Notes sur la peinture et le dessin 1975-2015, préface de Jean-Yves Pouilloux, Érès, « Po & psy a parte », 2015.

### Essais et articles
- Jean-Yves Pouilloux, « Notes sur l'abbaye de Thélème », in Romantisme, n°1-2, L’imposssible unité ?, 1971.
- Jean-Yves Pouilloux, « Notes sur deux chapitres du Quart Livre », in Littérature, n°5, février 1972.
- Jean-Yves Pouilloux et Alexandre Hollan, Le regard et l’objet, Clamecy, Joigny, Atelier Cantoisel - Musée de Clamecy, 1993.
- Jean-Yves Pouilloux, « Sans titre », in Traces d’arbres : avec Alexandre Hollan, Brax, Les Cahiers de l’Atelier, 1997.
- Roger Van Rogger, Portraits de femme, catalogue-hommage à Catherine Van Rogger, textes de Gérard Lahouati, Nadine Laporte, Jean-Yves Pouilloux, Éditions de Vallongues, Billère, 2001.
- Jean-Yves Pouilloux et Françoise Argod-Dutard, Essais, Livre III. Montaigne, Paris, Armand Colin, 2002.
- Jean-Yves Pouilloux, Voyage en Touraine sur les pas de Balzac, Rabelais, Ronsard, Léonard de Vinci, reportage de Catherine Taralon, photographies de Marc Broussard, Paris, Garde-Temps, 2002.
- Jean-Yves Pouilloux (dir.), Alexandre Hollan : cahier, Bordeaux, William Blake and Co. Édit., 2008.
- François-Marie d’Eyrolles (dir.), L’atelier contemporain, n°2, Strasbourg, L’atelier contemporain, 2014.

## Hommages
- Noël Peacock et James J. Supple (dir.), Lire les Essais de Montaigne. Actes du Colloque de Glasgow 1997, Paris, Honoré Champion, 2001.
- Valérie Fasseur, Olivier Guerrier, Laurent Jenny et André Tournon (dir.), « Éveils » : études en l’honneur de Jean-Yves Pouilloux, Paris, Classiques Garnier, 2010.
- Bulletin de la Société internationale des amis de Montaigne, 2019 - 2, n°70, Hommage à Jean-Yves Pouilloux et à André Tournon, Classiques Garnier, 2020.
- Sandrine Bédouret, David Diop, Valérie Fasseur, Hans Hartje, Nadine Laporte et Marie-Françoise Marein (dir.), La littérature et l'esprit. Hommage à Jean-Yves Pouilloux, Genève, Librairie Droz, 2021.